# Keye Luke
Keye Luke (chiń. 陸錫麟 yue. Luk Shek-kee, pinyin Lù Xīlín; ur. 18 czerwca 1904 w Kantonie, Chiny, zm. 12 stycznia 1991 w Whittier, Stany Zjednoczone) – amerykański aktor pochodzenia chińskiego. Występował w roli Lee Chana, „Syna Numer Jeden” w filmach o Charlim Chanie, Kato w serialu telewizyjnym „Zielony Róg” z lat 1939–1941 i Mistrza Po w serialu telewizyjnym „Kung Fu”. Był pierwszym chińsko-amerykańskim aktorem, który podpisał kontrakt z wytwórniami RKO Pictures, Universal Pictures i Metro-Goldwyn-Mayer i jednym z najwybitniejszych aktorów azjatyckich amerykańskiego kina w połowie XX wieku.
Zmarł w 1991 roku w wieku 86 lat na udar mózgu.

## Filmografia
- Charlie Chan w cyrku(inne języki) (1936) jako Lee Chan
- Ziemia błogosławiona (1937) jako starszy syn
- Zielony szerszeń(inne języki) (1940) jako Kato
- Burma Convoy(inne języki) (1941) jako Lin Taiyen
- Niewidzialny agent (1942) jako chirurg
- Incydent na rzece Jangcy (1957) jako kpt. Kuo Tai
- Najniebezpieczniejszy człowiek świata (1969) jako profesor Soong Li
- Kung Fu (1972–1975) jako mistrz Po
- Zabójstwo w Amsterdamie(inne języki) (1977) jako Chung Wei
- Gremliny rozrabiają (1984) jako Grandfather (Mr. Wing)
- Alicja (1990) jako doktor Yang
- Gremliny 2 (1990) jako pan Wing